# Ettore Bertolè Viale

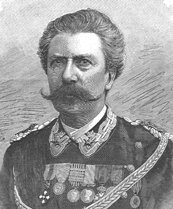
Ettore Bertolè Viale

Ettore Bertolè Viale (* 25. November 1829 in Genua; † 13. November 1892 in Turin) war ein italienischer Generalleutnant und Politiker. Zwischen 1867 und 1891 war er mehrmals italienischer Kriegsminister.

## Leben
Ettore Bertolè Viale trat im November 1844 in die Militärakademie zu Turin ein, wurde nach dem ersten italienischen Unabhängigkeitskrieg von 1848/49 von La Marmora als Hauptmann in den Generalstab berufen und machte 1855 als Kapitän den Krimkrieg mit. 1859 zeichnete er sich während des zweiten italienischen Unabhängigkeitskriegs in den Kämpfen an der Sesia aus und wurde vom Kriegsminister der Emilia und später Italiens, Manfredo Fanti, ins Ministerium berufen. Im dritten italienischen Unabhängigkeitskrieg von 1866, den er als Oberst mitmachte, wurde er Generalintendant der Armee und zum Generalmajor befördert.
Nach dem Frieden wurde Bertolè Viale 1867 in die Deputiertenkammer gewählt, der er bis 1880 als Mitglied des rechten Zentrums angehörte. Im Oktober 1867 wurde er als Nachfolger von Genova Giovanni Thaon di Revel Kriegsminister, verbesserte das durch übertriebene Sparsamkeit gesunkene Heerwesen, trat aber mit dem italienischen Ministerpräsidenten Luigi Federico Menabrea im Dezember 1869 zurück. 1871 erfolgte seine Beförderung zum Generalleutnant. Er leitete sodann von 1874 bis 1880 den Generalstab, während er gleichzeitig als erster Flügeladjutant des Königs Viktor Emanuel II. fungierte. 1881 zum Senator ernannt, befehligte er das Armeekorps von Florenz, lehnte 1884 das ihm vom Ministerpräsidenten Agostino Depretis angebotene Kriegsministerium ab, weil der Finanzminister nicht auf die von ihm gestellten Bedingungen einging, nahm aber im April 1887 das ihm abermals angebotene Portefeuille an und behielt es unter Francesco Crispi bis zum Februar 1891. Die Organisation der neugebildeten afrikanischen Kolonialtruppen war sein besonderes Verdienst. Er starb am 13. November 1892 im Alter von 63 Jahren in Turin.